# جدول مدال‌های المپیک تابستانی ۱۹۰۴

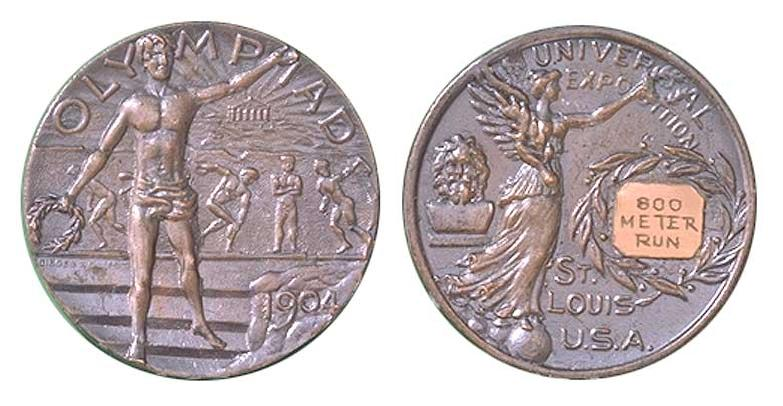
مدال نقره بازی‌های المپیک تابستانی ۱۹۰۴

مدال‌های بازی‌های المپیک تابستانی ۱۹۰۴ سنت‌لوئیس از تاریخ ۱ ژوئیه تا ۲۳ نوامبر ۱۹۰۴ میلادی در ۹۱ رویداد، ۱۶ رشته ورزشی تقسیم شده است، در این دوره از مسابقات ۶۵۱ ورزشکار از ۱۲ کشور جهان شرکت کرده بودند.

## جدول مدال‌ها

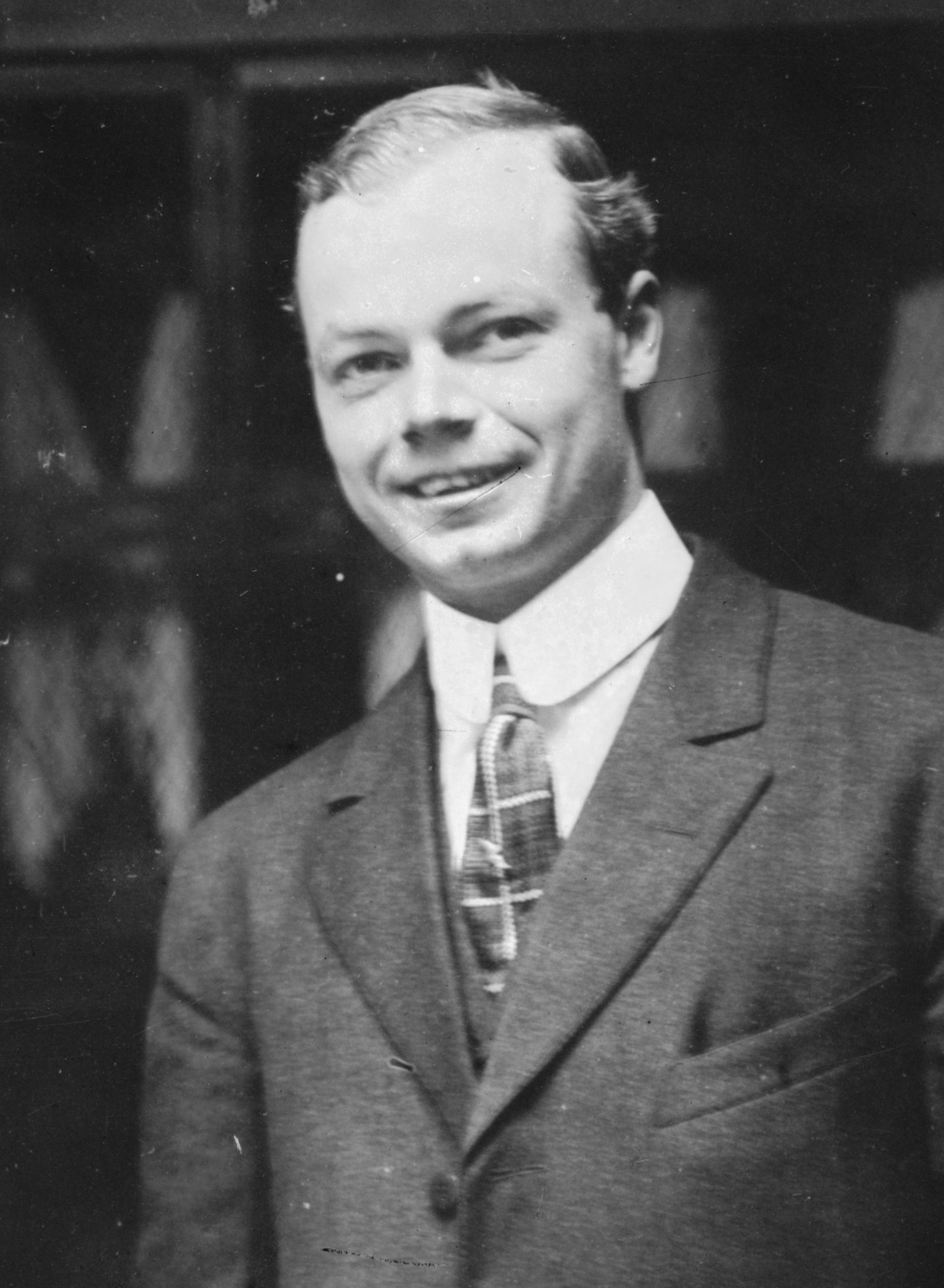
چارلز دانیلز، شناگر اهل آمریکا که دارنده مدال طلای المپیک است.

کشور میزبان (ایالات متحده آمریکا)
| رتبه            | کشور                       | طلا | نقره | برنز | مجموع |
| --------------- | -------------------------- | --- | ---- | ---- | ----- |
| ۱               | ایالات متحده آمریکا (USA)* | ۷۶  | ۷۸   | ۷۷   | ۲۳۱   |
| ۲               | آلمان (GER)                | ۴   | ۵    | ۶    | ۱۵    |
| ۳               | کانادا (CAN)               | ۴   | ۱    | ۱    | ۶     |
| ۴               | کوبا (CUB)                 | ۳   | ۰    | ۰    | ۳     |
| ۵               | تیم مختلط (ZZX)            | ۲   | ۱    | ۱    | ۴     |
| ۵               | مجارستان (HUN)             | ۲   | ۱    | ۱    | ۴     |
| ۷               | نروژ (NOR)                 | ۲   | ۰    | ۰    | ۲     |
| ۸               | اتریش (AUT)                | ۱   | ۱    | ۱    | ۳     |
| ۹               | بریتانیای کبیر (GBR)       | ۱   | ۱    | ۰    | ۲     |
| ۱۰              | سوئیس (SUI)                | ۱   | ۰    | ۲    | ۳     |
| ۱۱              | یونان (GRE)                | ۱   | ۰    | ۱    | ۲     |
| ۱۲              | استرالیا (AUS)             | ۰   | ۳    | ۱    | ۴     |
| ۱۳              | فرانسه (FRA)               | ۰   | ۱    | ۰    | ۱     |
| مجموع (۱۳ کشور) | مجموع (۱۳ کشور)            | ۹۷  | ۹۲   | ۹۱   | ۲۸۰   |